# Xã Dayton, Quận Saline, Kansas
Xã Dayton (tiếng Anh: Dayton Township) là một xã thuộc quận Saline, tiểu bang Kansas, Hoa Kỳ. Năm 2010, dân số của xã này là 115 người.